# Pani Corona
Pani Corona est une corona, formation géologique en forme de couronne, située sur la planète Vénus par 19,9° N et 231,5° E. Elle est localisée dans le quadrangle d'Ulfrun Regio. Elle a été nommée en référence à Pani, déesse Maori de la fertilité. 

## Géographie et géologie
Pani Corona couvre une surface circulaire d'environ 320 km de diamètre. 